# Josefsbergkirche (St. Paul im Lavanttal)

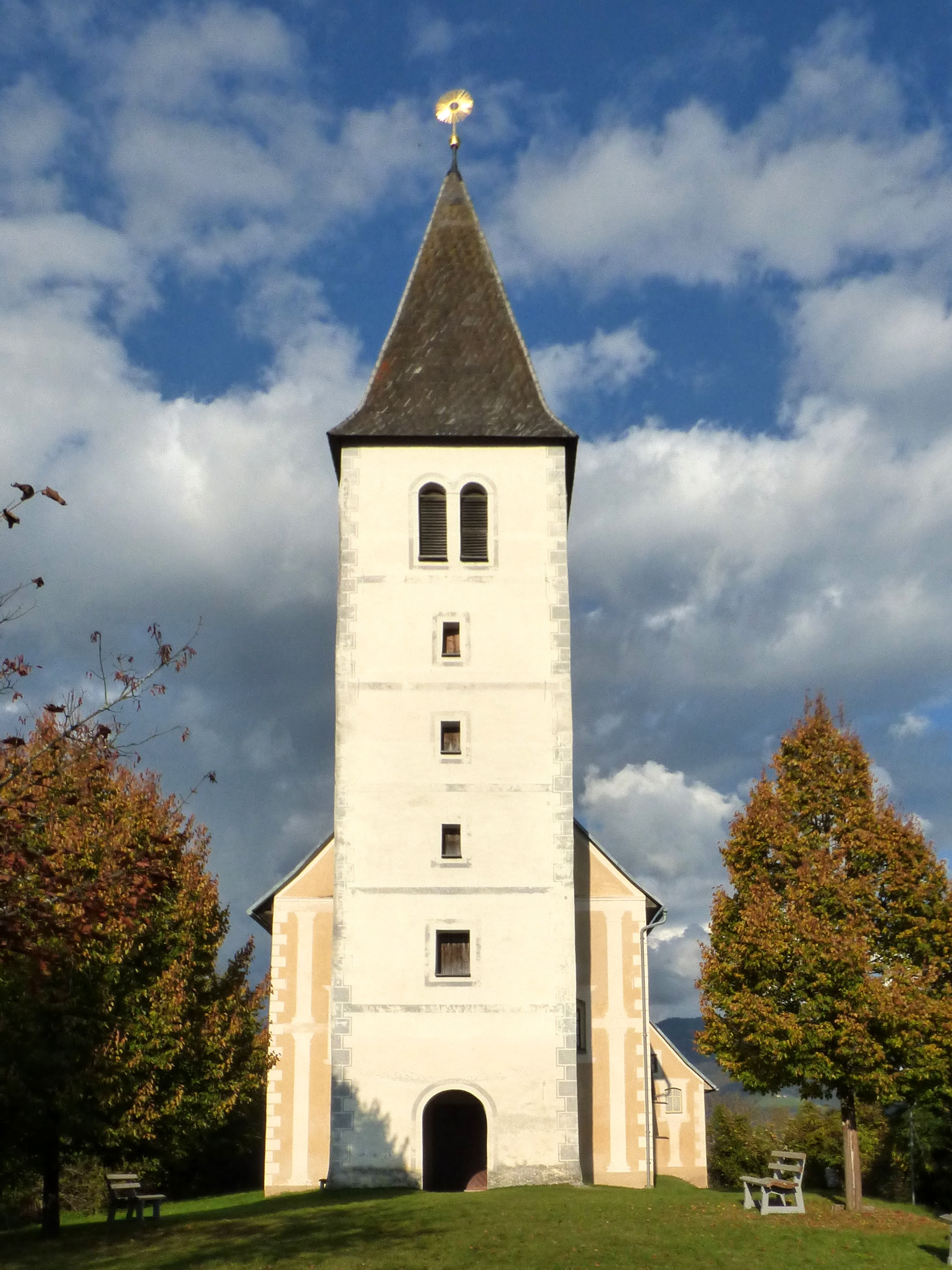
Josefsbergkirche

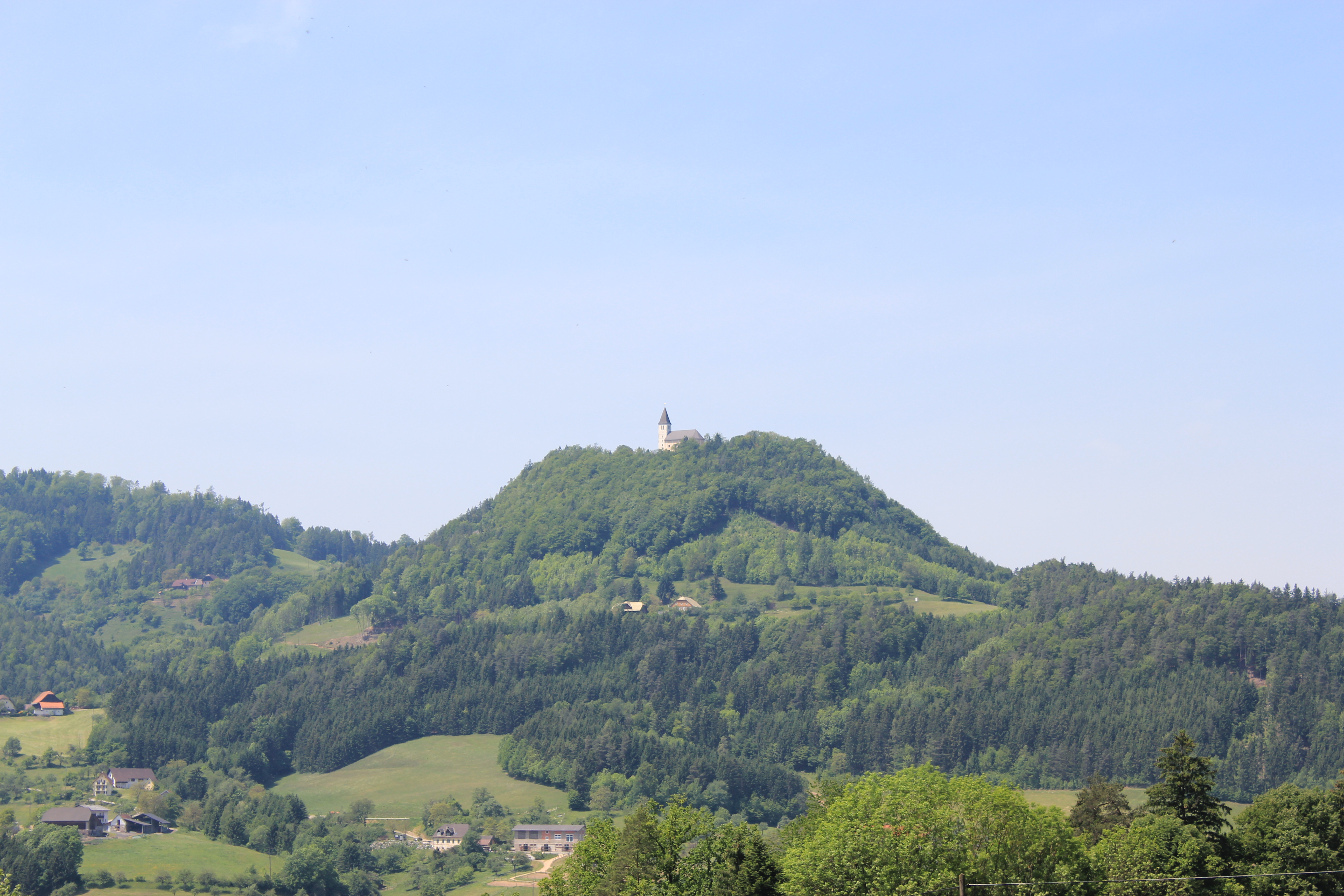
Josefsberg mit Kirche

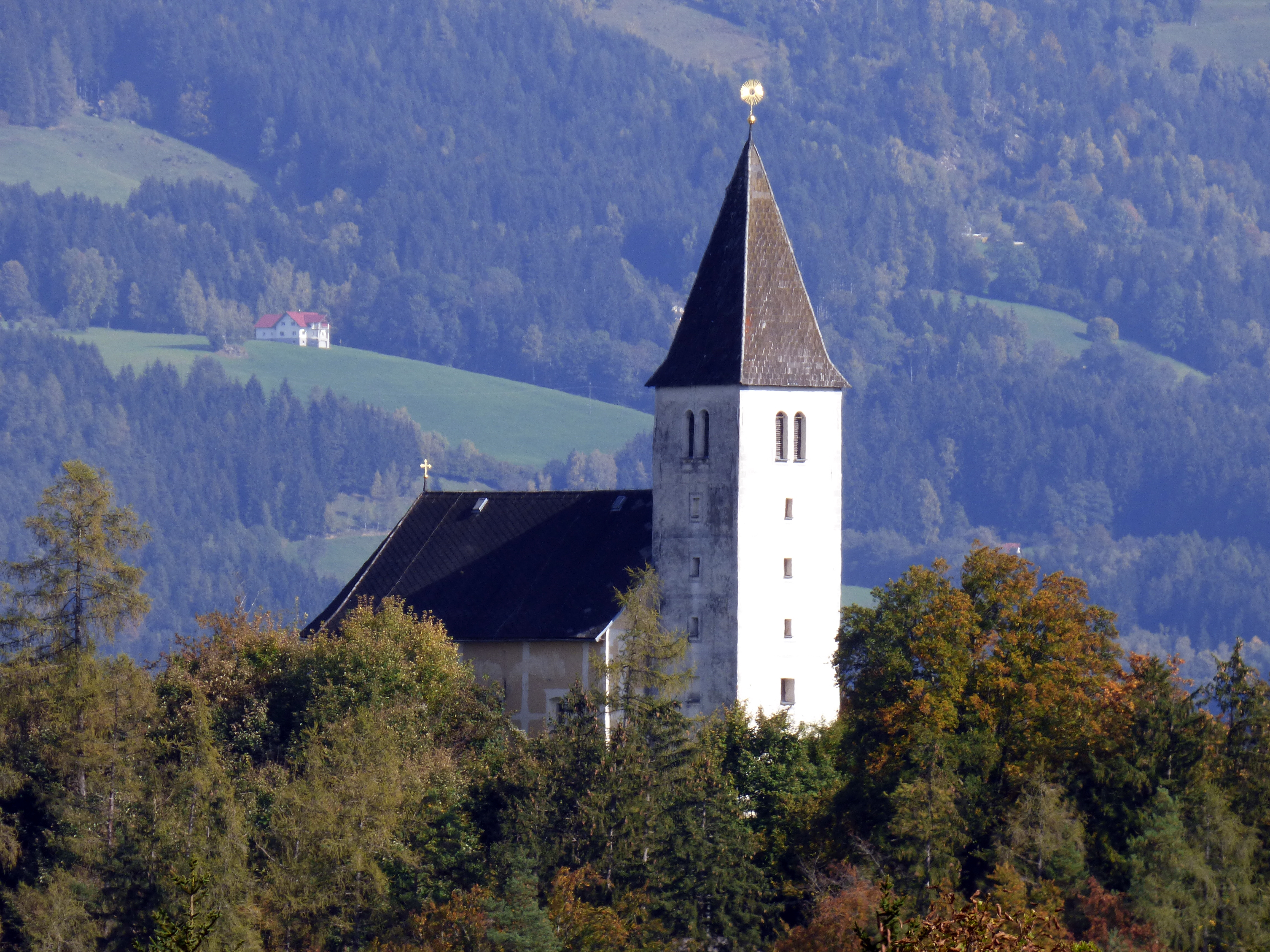
Josefsbergkirche

Die Filialkirche St. Josef steht in 686 Meter Höhe am Josefsberg südöstlich von St. Paul im Lavanttal und gehört zur Stiftspfarre. Eine 1590 anstelle der bereits verfallenen Burg Loschenthal errichtete Kirche wurde 1782 einem Blitzschlag schwer beschädigt. 1784/1785 erfolgte eine Wiederherstellung.

## Baubeschreibung
Die Kirche setzt sich aus einem Kirchenschiff mit leicht eingezogenem rundschließendem Chor, einem südlichen Sakristeianbau und einem westlichen angestellten Turm mit rundbogigen Zwillingsfenstern und Pyramidendach zusammen. Drei rundbogige Öffnungen führen in das rechteckige Turmerdgeschoß mit Stichkappengewölbe.
Über dem Langhaus erhebt sich ein dreijochiges Tonnengewölbe mit Stichkappen. Die dreiachsige Westempore auf Pfeilern ist kreuzgratunterwölbt. Ein rundbogiger Triumphbogen verbindet das Langhaus mit dem kreuzgratgewölbten einjochigen Chor. An der Südseite befindet sich die zweijochige, kreuzgratgewölbte Sakristei. Die Gewölbe und die oberen Teile der Wände bemalte Franz Xaver Heigel 1784/85 bzw. 1798 szenisch und ornamental.

## Einrichtung
Die drei Altäre wurden 1720 geweiht. Der Hochaltar trägt die frühbarocken Statuen der beiden Johannes, die 1628 von Michael Hönel für das Stift St. Paul gefertigten Skulpturen der heiligen Joachim und Hieronymus sowie die kleinen Figuren der Apostelfürsten Petrus und Paulus. Den Altaraufsatz bildet das ursprüngliche Altarbild der Heiligen Dreifaltigkeit. Das Antependium zieren Reliefschnitzereien mit Zimmermannswerkzeugen des heiligen Josefs.
Das Bild des linken Seitenaltars mit der Darstellung des heiligen Veit besitzt einen mit Laub- und Bandelwerk geschmückten Rahmen. Der rechte Seitenaltar mit dem Altargemälde des heiligen Rupert zeigt am Antependium ein Holzrelief mit den Haushaltsgeräte Mariens und einem Kinderkorb.
Die 1718 geschaffene barocke Kanzel wird am Schalldeckel von der Figur des Guten Hirten bekrönt. Die lebensgroße Schnitzfigur der heiligen Maria Magdalena mit Kruzifix in den Händen schuf Michael Hönel ursprünglich für den 1629 bestellten St. Pauler Kreuzaltar. Die Statue Christus an der Geißelsäule stammt aus der ersten Hälfte des 18. Jahrhunderts, das lebensgroße geschnitzte Kruzifix aus dem 18. Jahrhundert. An der westlichen Triumphbogenwand hängt ein um 1720 entstandenes Ölgemälde der Heiligen Dreifaltigkeit und einer Heiligenversammlung. Zur weiteren Ausstattung der Kirche zählen zwei Holzbüsten bartloser Benediktiner aus dem 17. Jahrhundert, eine kleine Figur des Guten Hirten aus dem zweiten Viertel des 18. Jahrhunderts und Kreuzwegbilder aus dem letzten Viertel des 18. Jahrhunderts. Das Betgestühl mit Laubwerkranken und Intarsien wurde um 1720 gefertigt, der intarsierte Sakristeischrank im dritten Viertel des 18. Jahrhunderts.